# Dormitator lophocephalus
Dormitator lophocephalus är en fiskart som beskrevs av Hoedeman, 1951. Dormitator lophocephalus ingår i släktet Dormitator och familjen Eleotridae. Inga underarter finns listade i Catalogue of Life.